# クシシュトフ・ヴィウコミルスキ
クシシュトフ・ヴィウコミルスキ（Krzysztof Wiłkomirski 1980年9月18日 - ）は、ポーランドのワルシャワ出身の柔道選手。階級は73kg級。身長172cm。

## 人物
1998年の世界ジュニア66kg級で7位となった。2000年の世界学生73kg級では3位になった。2001年の世界選手権では銅メダルを獲得した。2003年のヨーロッパ選手権では3位に入った。2004年のアテネオリンピックでは2回戦で敗れた。2005年の世界選手権では7位だった。2008年の北京オリンピックでは2回戦で敗れた。

## 主な戦績
- 1998年 - 世界ジュニア　66kg級　7位
- 2000年 - 世界学生　3位
- 2001年 - 世界選手権　3位
- 2003年 - ポーランド国際　優勝
- 2003年 - ヨーロッパ選手権　3位
- 2005年 - 世界選手権　7位
- 2007年 - オランダ国際　優勝
- 2009年 - グランプリ・アブダビ　2位
- 2010年 - ワールドマスターズ　5位
- 2010年 - グランドスラム・リオデジャネイロ　3位
- 2011年 - ワールドカップ・サンサルバドル　優勝